# يسرى زكراني
يسرا زكراني (مواليد 7 يناير 1995)، مبارزة مغربية. شاركت في سباق الرقائق النسائية في أولمبياد صيف 2016.

## روابط خارجية
- يسرا زكراني على موقع الاتحاد الدولي للمبارزة (الإنجليزية)
- يسرا زكراني على موقع اللجنة الأولمبية الدولية (الإنجليزية)
- يسرا زكراني على موقع أوليمبيديا (الإنجليزية)